# قطران تبریزی

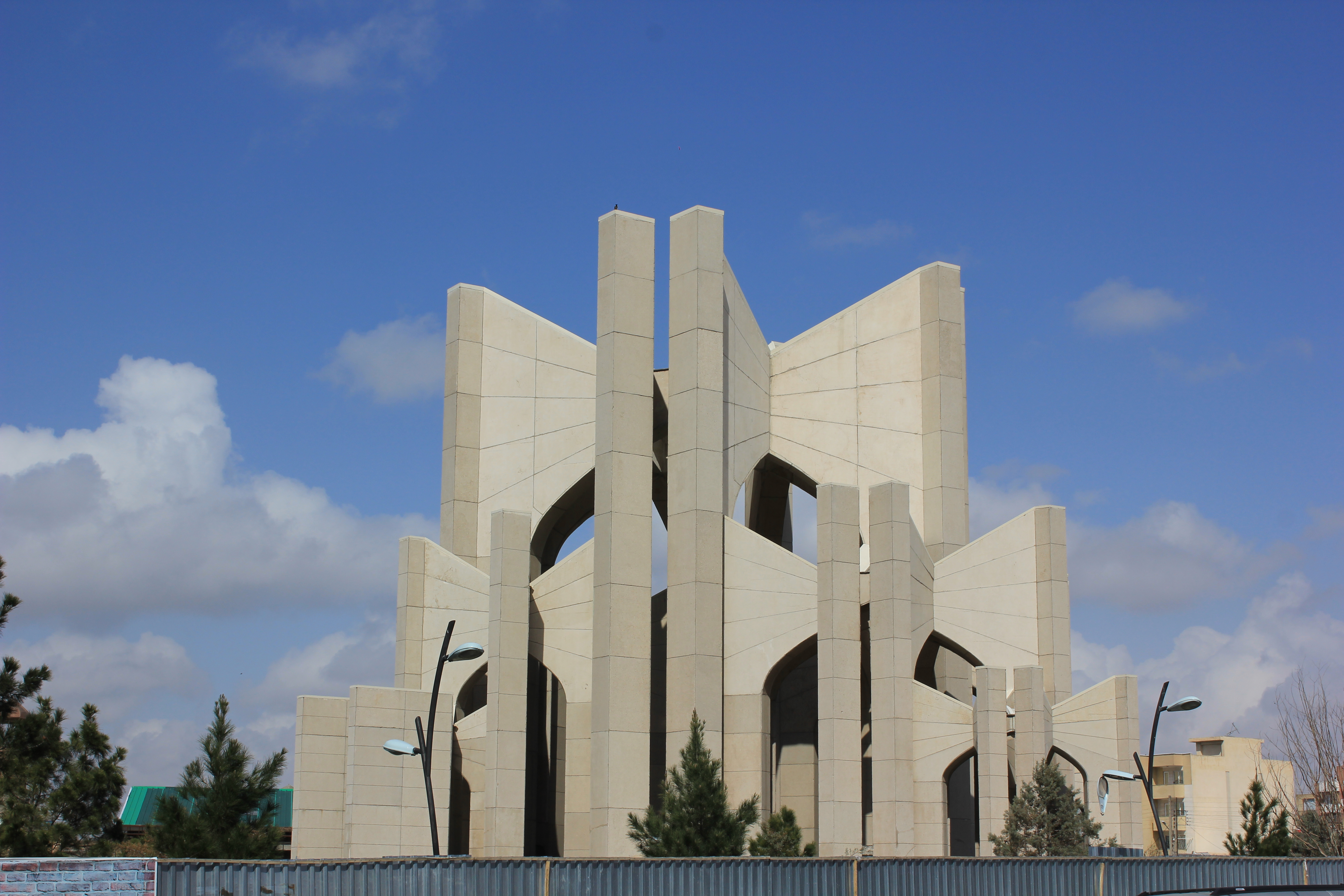
مقبرةالشعرای تبریز، محل دفن حدود ۴۰۰ تن از دانشمندان و ادیبان نام‌آور ایران است.

شرف الزمان حکیم ابومنصور قطران عضدی تبریزی، شاعر ایرانی سده پنجم هجری، هم‌دوران با شدادیان و روادیان است.
در روستای شادآباد علیا، تبریز به دنیا آمد. قطران از طبقهٔ دهقان بود چنان‌که می‌سراید:
| یکی دهقان بدم شاها شدم شاعر ز نادانی   |
| مرا از شاعری کردن تو گرداندی به دهقانی |

با آن که زبان مادری قطران زبان آذری در آذربایجان بود، به پارسی نیکو شعر می‌سرود. ناصرخسرو قبادیانی در سفرش با او دیدار کرده است. ناصرخسرو می‌گوید: «در تبریز، قطران نام شاعری را دیدم. شعری نیک می‌گفت، اما زبان فارسی نیکو نمی‌دانست. پیش من آمد دیوان منجیک و دیوان دقیقی بیاورد و پیش من بخواند و هر معنی که مشکل بود از من پرسید، با او بگفتم و شرح آن بنوشت و اشعار خود بر من خواند». علت عدم عادت قطران به زبان پارسی آن بود که خود به زبان پهلوی آذری خو گرفته و پاره‌ای لغات و اصطلاحات اهل مشرق را که از زبان محلی آنان بوده است، نمی‌شناخته است.
قطران گویا نخستین شاعر پارسی در آذربایجان بوده است:
| گر مرا در شعرگویان جهان رشک آمدی |
| من در شعر دری بر شاعران نگشادمی  |

و همچنین:
| آن شاعری کند به جهان نقض شعر من   |
| کان شعر و وزن شعر بنشناسد از شعیر |

قطران در ۲۵ سالگی به گنجه مسافرت کرد و مورد توجه ابوالحسن علی لشکری قرار گرفت. در دیوان قطران به سه واقعه مهم تاریخی اشاره شده است:
1. جنگ امیر وهسودان با سپهبد موغان
2. تازش غُزان به آذربایجان

۳- زمین‌لرزه دهشتناک تبریز در سال ۴۳۴ هجری قمری.
از معاصران قطران ابونصر مملان (محمد) فضل بن شاوور ابودلف پادشاه نخجوان اند. سبک اشعار قطران مانند سبک اشعار رودکی، فرخی سیستانی و عنصری است. درگذشت قطران را به سال ۴۶۵ هجری قمری نوشته‌اند، ولی از دیوان او شواهدی به دست می‌آید، که زندگانی او را بعد از این سال هم معلوم می‌دارد. قطران شاعری توانا و نیکو سخن است. تمایل او به صنایع از قصیده‌های او آشکار است و با وجود تصنع در شعرها، جانب لطافت و روانی کلام را همواره رعایت کرده است. یکی از وجوه اهمیت او آن است، که نخستین کسی است که در آذربایجان به فارسی دری آغاز سخنوری کرده و مقتدای شاعران آذربایجان شده است. از دیرباز ناسخان دیوان‌های شاعران سخنان قطران و رودکی را به هم آمیخته و کار این آمیزش را به جایی کشانده‌اند که در پاره‌ای از نسخه‌های خطی قطران و رودکی را یکی دانسته‌اند. رشیدالدین وطواط شعرهای او را می‌ستاید.
گویند همه اشعار وی به هشت هزار تا ده هزار بالغ می‌شود. او مدتی هم در بلخ می‌زیسته و منظومه قوسنامه را در آن جا به نام امیراحمد بن قماج حاکم بلخ از امیران سلطان سنجر نظم کرده است. او پس از اسدی توسی دومین شاعر بزرگی است، که در مقبرةالشعرا در کوی سرخاب تبریز مدفون است.
از اشعار اوست:
| یافت زین دریا دگر بار ابر گوهربار بار |  | باغ و بستان یافت دیگر ز ابر گوهربار بار |
| هرکجا گل زار بود اندر جهان گلزار شد   |  | مرغ شبگیران سرایان برگل گلزار زار       |
| باد بفشاند همی بر سنبل و عنبر عبیر    |  | ابر بفروزد همی بر لاله و گلنار نار      |
| گر هزارستم دهان در هر یکی سیصد زبان   |  | شکر نیکیهات نتوانم یکی گفت از هزار      |